# Marine Corps University
La Marine Corps University est le système universitaire d'enseignement militaire professionnel du United States Marine Corps. Il est accrédité par la Commission des collèges de l'Association du Sud des collèges et des écoles pour décerner des diplômes de niveau maîtrise. 

## Histoire
L'histoire de la Marine Corps University remonte à 1891, lorsque 29 officiers fréquentèrent la School of Application. Cette installation est devenue l'école de formation des officiers en 1909, puis transférée à la Marine Corps Base Quantico. En 1919, le major-général John A. Lejeune ordonna la création de l'École de formation des officiers du Corps des Marines. Le brigadier-général Smedley D. Butler créa le cours d'officiers de campagne en octobre 1920 et le cours d'officiers de commandant de compagnie en juillet 1921. 

## Programmes d'études
- Marine Corps War College : le 1er août 1989, le 29e commandant du Corps des Marines, le général Alfred M. Gray, Jr., a institué le programme d'études sur l'art de la guerre dans le cadre du Marine Corps Command and Staff College. Aujourd'hui, le Marine Corps War College a pour mission de développer, de dispenser et d'évaluer l'enseignement et la formation militaires professionnels par le biais de programmes résidents et non résidents afin de préparer les dirigeants à relever les défis de l'environnement de sécurité nationale, de préserver, promouvoir et afficher l'histoire et le patrimoine du Marine Corps. Les diplômés du Marine Corps War College sont prêts à assumer des postes de direction de plus en plus complexes en étudiant la stratégie militaire nationale, la stratégie et les plans de théâtre et le soutien militaire à ces stratégies dans le contexte des politiques de sécurité nationale et de la prise de décisions. Les diplômés des collèges reçoivent une maîtrise en études stratégiques (MSS)[3].
- Marine Corps Command and Staff College : par des formations à l'étude de l'histoire, de la langue et de la culture, le SCC éduque et forme des professionnels interarmées, multinationaux et inter-institutions afin de former des chefs de guerre qualifiés capables de surmonter les défis de la sécurité du 21e siècle. Le Command and Staff College offre aux étudiants la possibilité de une maîtrise en études militaires (MMS)[4].
- School of Advanced Warfighting : The School of Advanced Warfighting offre une formation militaire professionnelle de niveau supérieur pour les officiers de terrain sélectionnés qui ont suivi le cours de commandement et d'état-major du Corps des Marines ou de services partenaires. Le cours développe des compétences complexes en résolution de problèmes et en prise de décision qui peuvent être utilisées pour améliorer les capacités de combat d'une organisation. Les diplômés de l'École de combat avancé reçoivent une maîtrise en études opérationnelles (MOS)[5].

## Écoles, programmes et cours

### École de guerre expéditionnaire
Anciennement Amphibious Warfare School (AWS), la mission de l'Expeditionary Warfare School (EWS) est de fournir une formation militaire professionnelle au niveau des capitaines de marine et de superviser leur formation militaire professionnelle au commandement et au contrôle, aux opérations du MAGTF à terre et aux opérations expéditionnaires navales. Cette formation et cet enseignement leur permettront de commander ou de servir d'officier d'état-major au sein d'un MAGTF. 

### Collège de commandement et d'état-major du Marine Corps (CSC)
Le Marine Corps Command and Staff College offre un enseignement et une formation de niveau supérieur afin de développer des penseurs critiques, des résolveurs de problèmes innovants et des leaders éthiques qui serviront de commandants et d'officiers d'état-major en service interarmés ou multinationaux face à des organisations complexes et des environnements de sécurité incertains. Le Command and Staff College est un programme de dix mois destiné aux majors, aux officiers alliés étrangers et aux professionnels civils du gouvernement américain, qui satisfait aux exigences de la phase I de l'enseignement militaire interarmées. Les étudiants viennent de toutes les branches des forces armées américaines. Les étudiants ont la possibilité de passer une maîtrise en études militaires (MMS). Le MCU-CSC est également connu pour la haute qualité de ses professeurs civils, dont beaucoup effectuent des recherches novatrices sur les questions de sécurité nationale.

### Marine Corps War College (MCWAR)

#### École de guerre avancée

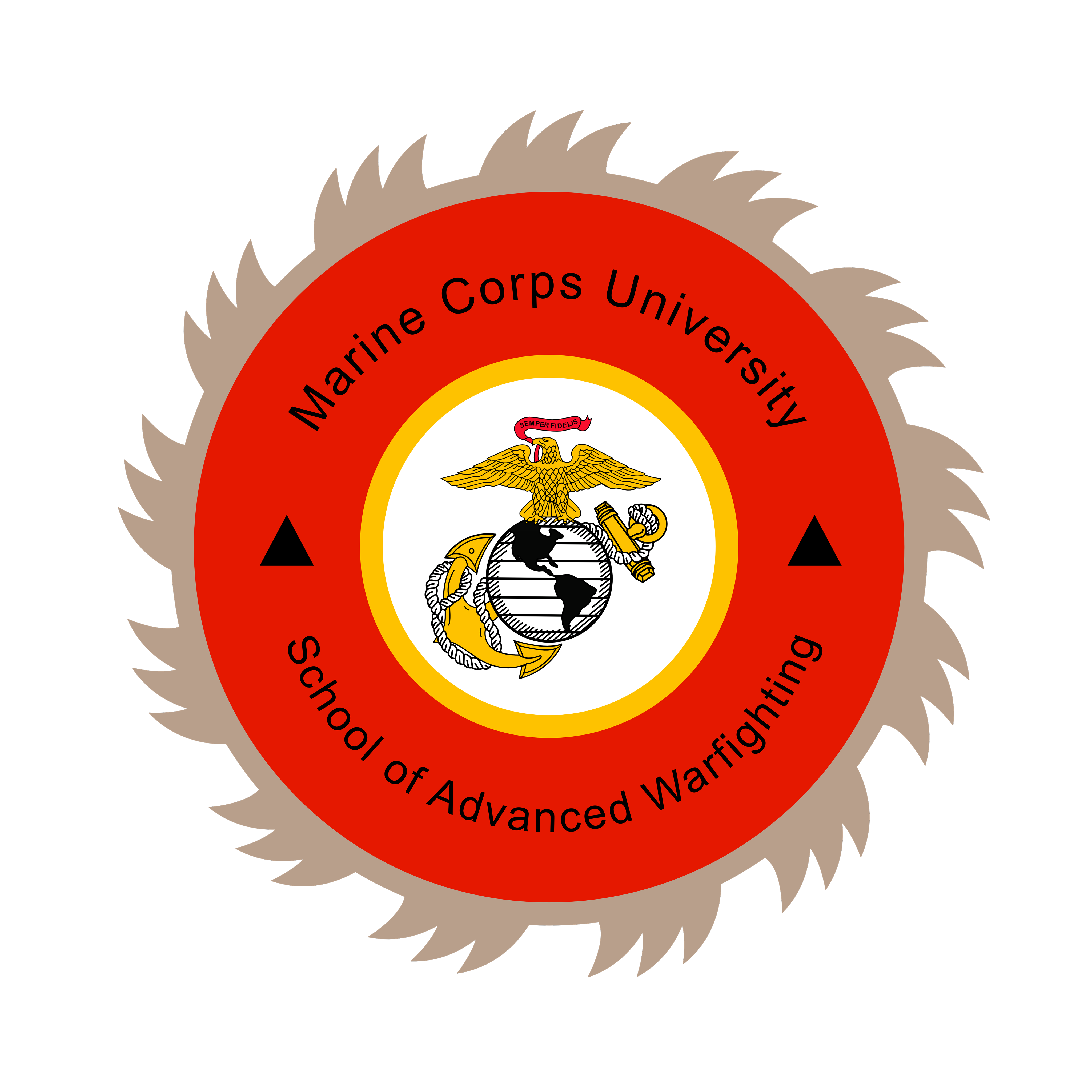
École de guerre avancée

La mission de la School of Advanced Warfighting (SAW) est de former des planificateurs et de futurs commandants avec la volonté et la préparation pour résoudre des problèmes complexes afin d'améliorer la capacité du Marine Corps à se préparer à et mener des guerres. 

#### Formation des engagés
La mission de la branche de l'enseignement militaire professionnel enrôlé est de fournir des opportunités éducatives progressives pour améliorer le leadership, la capacité de pensée critique et les compétences tactiques solides pour les Marines engagés volontaires tout au long de leur carrière. 

#### École de logistique MAGTF
La mission de la School of Marine Air-Ground Task Force (MAGTF) Logistics (SOML) est de développer, de dispenser et d'évaluer la formation logistique du Marine Corps, et de gérer le continuum de la formation logistique afin d'augmenter l'efficacité au combat des Marine Corps Operating Forces, Marine Forces Reserve, l'établissement de soutien et le quartier général des Marine Corps. 

### Autres programmes
- Collège d'enseignement et de formation à distance
- La division du perfectionnement professionnel comprend le programme des commandants, la lecture professionnelle et le programme de perfectionnement des cadres supérieurs
- Académie des sous-officiers

## Voir également